# Monte Sant'Angelo

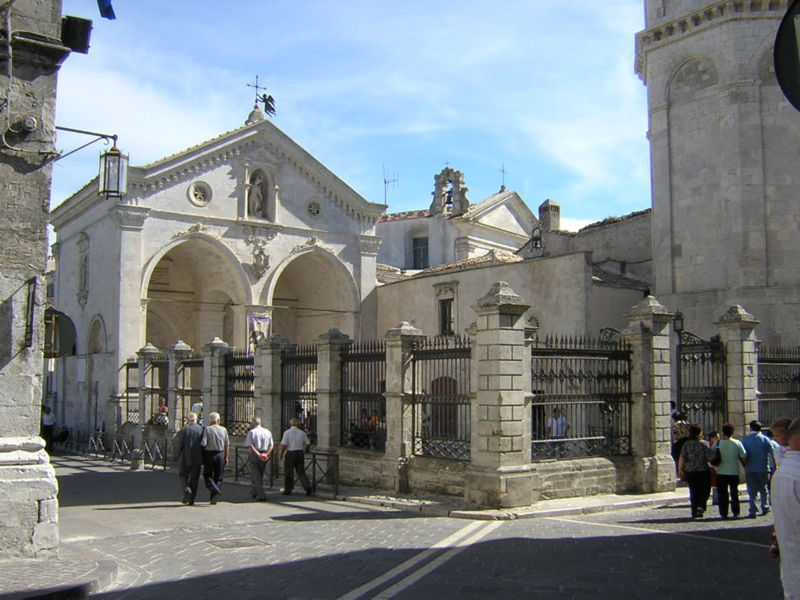
Bazilica Sf. Michel - Patrimoniul Mondial UNESCO

Monte Sant'Angelo este un oraș în Italia.

## Monumente
Principalele monumente ale orașului sunt Bazilica Sf. Michel, Castelul, Abație Pulsano.

## Demografie
Monte Sant'Angelo - evoluția demografică

|  | Graficele sunt indisponibile din cauza unor probleme tehnice. Mai multe informații se găsesc la Phabricator și la wiki-ul MediaWiki. |

Date: Recensăminte sau birourile de statistică - grafică realizată de Wikipedia